# Октябрьский (городской округ Похвистнево)
Октябрьский — посёлок в Похвистневском районе Самарской области России. Входит в состав городского округа Похвистнево.

## География
Согласно Закону Самарской области от 25 февраля 2005 года № 60-ГД «Об установлении границ городского округа Похвистнево Самарской области» (с изменениями на 11 октября 2010 года), границы посёлка Октябрьский, проходят по реке Малый Кинель, гранича с муниципальными районами Похвистневский и Кинель-Черкасский Самарской области, захватывая территории нефтяного месторождения, урочище Яблонька, овраг Солдаткин.

### Уличная сеть
ул. Ленина, ул. Калинина, Кооперативная ул., ул. Гагарина, Рабочая ул., Советская ул., Садовая ул., ул. Крупской, ул. Нефтяников, Набережная ул.

## История
Село возникло как посёлок нефтяников. На месте деревни Яблоновки (ныне урочище) построить посёлок для нефтяников. В 1949 году посёлку Яблоневского нефтепромысла треста «Кинельнефть» было присвоено именование Яблоневка.

## Население
| 2010  | 2012  | 2013  | 2014  | 2016  | 2017  |
| ----- | ----- | ----- | ----- | ----- | ----- |
| 1092  | ↘1071 | ↘1058 | ↗1074 | ↘1044 | ↘1033 |
| 2018  | 2019  | 2020  | 2021  |       |       |
| ↘1026 | ↘1002 | ↗1023 | ↗1045 |       |       |

## Инфраструктура
Нефтегазовое месторождение. В 1943 году у деревни Яблоновки начались геолого-разведочные работы, и вскоре одна из скважин дала газ, а в 1946-м из другой забил фонтан нефти.
Детский сад «Василек». ГБОУ СОШ пос. Октябрьский г.о. Похвиснево". Техникум. Дома Культуры пос. Октябрьский

## Транспорт
Автодорога Кинель-Черкассы — Октябрьский.